# Ругачёв, Макар
Макар Ругачёв (Рогачёв) (1677—после 1744) — русский судостроитель петровского времени, мастер ластовых судов. Строил суда на Сясьской, Олонецкой, Псковской, Новгородской, Новоладожской и других верфях, занимался ремонтом ластовых судов в петербургском Главном адмиралтействе. Участник Второй Камчатской экспедиции, строитель для неё пакетботов «Святой Пётр», «Святой Павел», бригантины «Архангел Михаил», дубель-шлюпки «Надежда», шхербота «Елизавета» и ялботов на Охотской верфи. в 1742—1743 годах исполнял обязанности командира Охотского порта.

## Биография
Макар Ругачёв родился в 1677 году. С 1701 года служил рекрутом в армии. В 1703 году Ругачёв был определён плотником на Сясьскую верфь. В течение двух лет М. Ругачёв работал на постройке морских судов на Сясьской и Олонецкой верфях для участия в Северной войне. В 1705 году Ругачёва вместе с «иноземцем корабельным мастером графом В. Васильевым с „кореляны“ был послан в Дерпт», где строились шнявы, затем Ругачёва перевели на постройку шняв в Псков, а в 1710 году из Пскова его «послали за польский рубеж» на реку Двину, где строились прамы и другие суда.
Из Польши Ругачёв был послан в Новгород на заготовки строевого леса и строительство тялок — одномачтовых плоскодонных грузовых судов. В 1713 году после постройки 8 тялок был произведён в корабельные подмастерье. В 1716 году был отозван в Петербург и в том же году послан в Новую Ладогу, где шло строительство 50 шкутов. Он также участвовал в строительстве разных судов на реках Сяси и Паше. В 1722 году подмастерье Ругачёв был спешно направлен «для вспоможения» вместе с корабельным мастером Иваном Немцовым в Нижний Новгород, где строились гекботы и другие ластовые суда для «низовой экспедиции» — Персидского похода Петра I. После заключения союзного договора России с Персией кораблестроители возвратились в Петербург, откуда Ругачёв был направлен в Ревель для ремонта судов. 9 сентября 1729 года подмастерье Макар Ругачёв получил назначение в Петербургское адмиралтейство, где был определён к починке ластовых судов под руководством корабельного мастера Р. Девенпорта. В конце 1729 года получил назначение в Казанское адмиралтейство для строительства ботов и шхерботов.

## Служба на Охотской верфи
В 1730 году Макар Ругачёв получил указ Адмиралтейств-коллегии о назначении его в Охотский острог «для строения галиотов и протчих ластовых судов мастером». 22 мая 1732 года он вместе с женой Аксиньей Терентьевной и дочерью, а также со своим помощником Глазовым и четырьмя плотниками после долгой дороги из Санкт-Петербурга через Казань и Екатеринбург, прибыл в Якутск в распоряжение командира Охотского порта Г. Г. Скорнякова-Писарева. В июле 1734 года между Ругачёвым и капитаном полковничьего ранга М. П. Шпанбергом — одним из помощников Витуса Беринга произошёл конфликт, в результате которого Шпанберг избил и покалечил Ругачёва. Напряжённые отношения между ними продолжались на протяжении всей совместной службы на Дальнем Востоке. В конце 1735 года Ругачёв прибыл в Охотский острог вместе с семьёй.
На Охотской верфи в 1737 году М. Ругачёв вместе с корабельным мастером А. И. Кузьминым построили для Сибирской флотилии бригантину «Архангел Михаил» и дубель-шлюпку «Надежда» (спущена на воду 19 июля 1737 года), которые в составе отряда М. П. Шпанберга принимали участие в Великой Северной экспедиции. В 1739 году М. Ругачёв построил галиот «Охотск», который до 1748 года под командованием штурмана Ивана Бахметьева использовался для перевозки грузов между портами Охотского моря.
5 сентября 1737 года в Охотск прибыл руководитель Великой Северной экспедиции Витус Беринг и убедившись, что годных судов для исследования берегов Америки нет, созвал консилиум в составе А. Чирикова, М. Шпанберга и В. Вальтона, который решил построить два 14-пушечных пакетбота. 12 ноября 1737 года М. Ругачёв и А. Кузьмин заложили эти суда в Охотске и приступили к их строительству. Летом 1740 года пакетботы были спущены на воду: «Святой Пётр» — 29 июня и «Святой Павел» — 2 июля. 6 августа 1740 года судостроители окончательно завершили постройку судов, а через месяц они вышли из Охотска на Камчатку. Пакетботом «Святой Пётр» командовал капитан-командор Витус Беринг, «Святым Павлом» — командовал А. И. Чириков.
5 июля 1741 года Ругачёв отправил в Адмиралтейств-коллегию челобитную императрице Анне Иоановне с просьбой вернуть его в Санкт-Петербург. 3 февраля 1742 года Адмиралтейств-коллегия затребовала мнение экспедиции над верфями и строениями, кого послать на его место. В июле 1742 года, строя своё последние суда на Охотской верфи — шхербот «Елизавета» и два ялбота, М. Ругачёв написал ещё одно прошение, в котором говорилось, «…что он стар и дряхл, от рождения ему 65 лет, худо видит уже и в очках чертежи судовые, да к тому же от увечья и от побоя и травления собаками от флота капитана Шпанберха обеими руками едва владеет…». В то же время командир Охотского порта А. М. Девиер получил указ императрицы об освобождении из ссылки и немедленном прибытии в столицу. 11 июля Девиер приказал М. Ругачёву временно принять командование над портом, велев в случае возникновения конфликтов с руководством Второй камчатской экспедиции «…писать обстоятельно прямо в С.-Петербург или в Москву в высокоправительствующий Сенат».
В июле 1743 года М. Ругачёв сдал дела командира порта премьер-майору А. Н. Зыбину (назначенному вместо А. М. Девиера), но верфь передать было некому, так как второй мастер подал прошение о возвращении в Санкт-Петербург. Весной 1744 года Ругачёв, согласно указу от 11 марта 1743 года, вместе с командой своего недруга капитана полковничьего ранга М. П. Шпанберга, выехал в Якутск, куда прибыл 2 июня 1744 года, а из Якутска на речном судне отбыл в Томск. Дальнейшая судьба М. Ругачёва не известна.